# Il signore ha suonato?
Il signore ha suonato? era un programma televisivo italiano di varietà, in onda per 8 puntate, dal 10 novembre al 29 dicembre 1966, sul Programma Nazionale.
Gli autori erano Leo Chiosso e Marcello Marchesi, mentre la regia era di Carla Ragionieri. Il programma era condotto da Enrico Simonetti, Isabella Biagini e Gino Bramieri.
Nella trasmissione trovavano spazio canzoni italiane e internazionali e parteciparono sia Rita Pavone che la cantante britannica Marianne Faithfull. Le musiche erano inframmezzate dagli sketch comici di Bramieri.
Durante il programma, precisamente durante la seconda puntata del 17 novembre, Celentano presentò al pubblico la canzone Mondo in Mi7a, il primo brano musicale realizzato con un solo accordo.